# Сарсал
Сарсал (букв. «начало года») — первый день Нового года у езидов, который попадает на среду первой недели месяца Нисан (апрель).
Согласно езидским священным текстам, каждый год Бог садится на трон и созывает к себе ангелов во главе с Малак Тавусом. Он выбирает одного из них и посылает на землю, чтобы тот управлял миром в течение года. Езиды говорят, что ангел сходит на землю и наряжает её цветами и зеленью.
Накануне праздника в каждом доме готовятся яства, а в ночь под Новый Год и с наступлением дня пища благословляется. В священном «Гимне о месяцах» говорится, что месяц Нисан (апрель) является невестой года (buka sale), и поэтому в этом месяце езидам строго запрещается играть свадьбу. Этот обычай восходит к древнемесопотамской традиции.
По поверью езидов, к апрелю месяцу земля должна быть вспахана крестьянами и подготовлена к посеву. В это же время езиды поминают своих усопших. Накануне они выпекают куличи (kiloc), или савка (sewke), и раздают их нуждающимся или соседям, а наутро с фруктами и яствами направляются к могилам усопших.
Молодёжь идет в поле собирать апрельские красные цветы и, связывая их в пучок, развешивает над входной дверью в знак освящения жителей этого дома. Наутро все дома красиво украшены, а хозяйка подносит к столу выкрашенные в красный, желтый и зеленый цвета яйца, символизирующие жизнь и многоцветность мира. Как уже отмечалось, этот праздник существовал в древней Месопотамии и через тысячелетия дошел до наших дней.
В этот же день крестьяне выходят в поле и рассыпают в посевах разноцветную скорлупу яиц, чтобы в этот год земля дала богатый урожай, Кроме этого, пастухи откладывают немного мацони (mast) и сохраняют её закваской (haven) на весь год. Что касается среды, то в езидских гимнах ясно говорится, что этот день является святым, так как он есть основа семи дней.
В среду езидам строго воспрещается стирать, бриться, купаться, шить, делить ложе с супругом (супругой). После этого праздника в течение месяца в езидских селах ежедневно празднуют дни святых, т. н. таваф (tewaf). В каждой деревне начинается всеобщее ликование. Езиды образуют громадные хороводы и пляшут под музыку зурны и барабана.